# Chrzcielnica Wyszesława

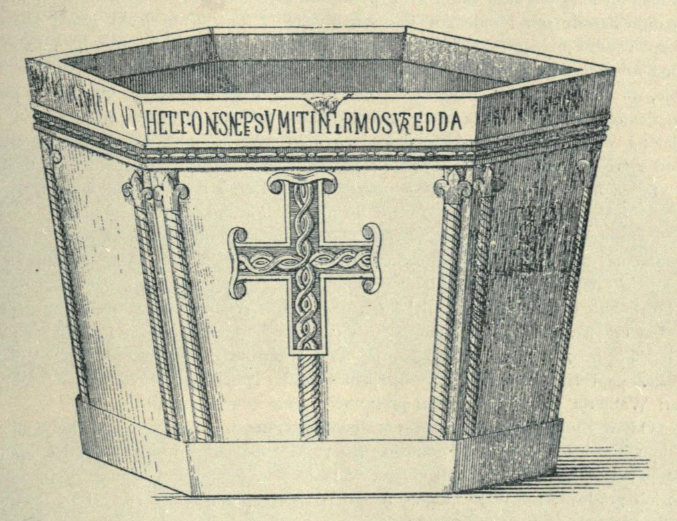
Chrzcielnica Wyszesława

Chrzcielnica Wyszesława (chorw. Višeslavova krstionica) – marmurowa, przedromańska chrzcielnica pochodząca prawdopodobnie z IX w. Na wyrytej w niej łacińskiej inskrypcji znajduje się jedyna dotychczas odkryta wzmianka o domniemanym pierwszym księciu Chorwacji Dalmatyńskiej – Wyszesławie.

## Historia
Pomimo licznych badań opartych na analizie artystycznej, epigraficznej oraz paleograficznej data powstania chrzcielnicy nie została precyzyjnie ustalona. Badacze podają różne tezy datujące powstanie baptysterium już od początku wieku VIII nawet do końca wieku XI, jednak na pierwszy plan zdecydowanie wyróżniają się trzy daty: pierwsze ćwierćwiecze IX w., koniec IX w. lub wiek XI.
Miejsce pierwotnego użytkowania chrzcielnicy również nie zostało ostatecznie ustalone. Historiografia oparta na zaginionym dzisiaj rękopisie (Anonim Filippi) z II poł. XVIII w. twierdzi, iż chrzcielnicę tę należy utożsamiać ze studnią chrzcielną, którą Wenecjanie wynieśli z Ninu po zburzeniu baptysterium katedry św. Anzelma w 1746 roku. Najprawdopodobniej jednak artefakt pierwotnie znajdował się w kościele św. Krzyża w Ninie, gdzie w IX w. powstało pierwsze chorwackie biskupstwo.
W nowożytności chrzcielnicę dostrzeżono dopiero w XIX w. w Wenecji, w klasztorze kapucynów San Salvatore na wysepce Guidecca. W 1853 r. baptysterium zostało przeniesione do weneckiego Muzeum Correr. W 1942 r. zostało wymienione za dwa obrazy włoskiego mistrza z galerii Strossmayera, a dziś znajduje się w Muzeum Chorwackich Zabytków Archeologicznych w Splicie. Kopia chrzcielnicy znajduje się również w Muzeum Starożytności Ninu w Ninie.  

## Przeznaczenie
Choć nie ma jednej, konkretnej daty przyjęcia chrztu przez Chorwatów, to przypuszcza się, że chrystianizacja tamtejszych elit rozpoczęła się już w wieku VII, a wymiar masowy zaczęła przybierać w wieku IX. Symbolem tego procesu jest właśnie marmurowa chrzcielnica Wyszesława. Spore wymiary baptysterium świadczą o tym, że było ono przeznaczone do chrzczenia osób dorosłych poprzez zanurzenie.

## Inskrypcja
Łaciński napis umieszczony na chrzcielnicy brzmi:
HEC FONS NE(M)PE SVMIT INFIRMOS VT REDDAT ILLVMINATOS, HIC EXPI-ANT SCELERA SVA QU(O)D [DE PRIMO] SVMPSERVNT PARENTE, VT EFFICIAN-TVR CHR(ISTI)COLE SALVBRITER CONFITENDO TRINV(M) P(ER)HENNE(M). HOC IOH(ANNES) PR(ES)B(YTER) SVB TEMPORE VVISSASCLAVO DVCI OPVS BENE CO(M)PSIT DEVOTE IN HONORE VIDELICET S(AN)C(T)I IOH(ANN)IS BAPTISTE VT INTERCEDAT P(RO) EO CLIENTVLOQVE SVO.
Inskrypcję można przetłumaczyć jako:
To źródło przyjmuje słabych, by ich nawrócić i oświecić. Tu oczyszczają się z występków, które odziedziczyli po praojcu, aby stać się chrześcijanami i dostąpić zbawienia w wiekuistej Trójcy. To dzieło wykonał duchowny Ivan w czasach księcia Wyszesława, ku chwale Jana Chrzciciela, aby stał się jego patronem.